# جدهشتر

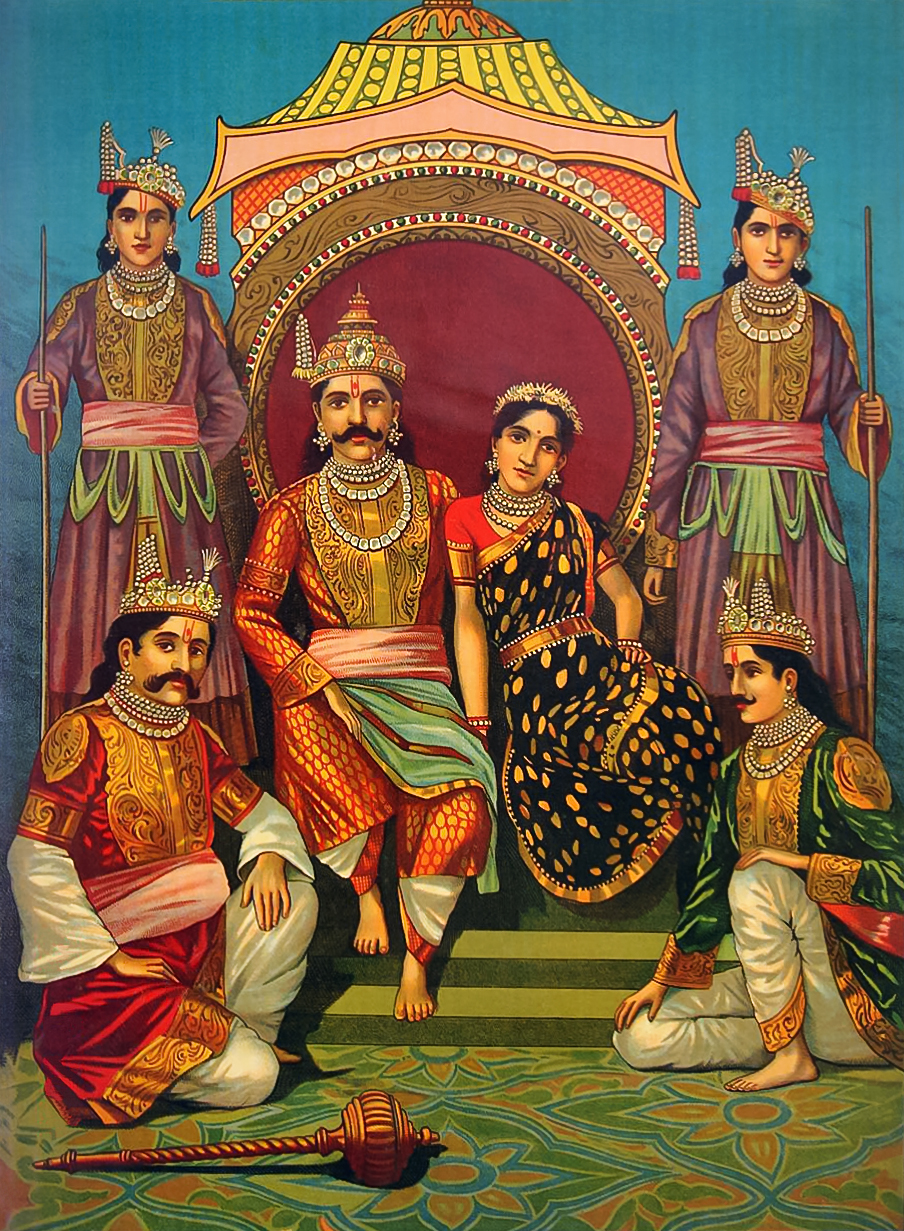
جدهشتر به همراه همسرش دروپدی بر تخت تکیه زده، و دیگر پاندوان گرداگردش را گرفته اند.

جدهشتر یا جُدِشتر یا یودهیشتیرا (به سانسکریت: युधिष्ठिर، به معنی "پایدار در نبرد"، برگرفته از دو واژه یُد به معنی نبرد و هشتر به معنی پایدار)  از شخصیت‌های رزمنامه هندی مهابهارت، پسر مهتر شهریار پاندو و شهبانو کنتی، پادشاه اندرپرست و هستیناپور بود. وی رهبر سپاه پاندوان در نبرد کرکهیت بود، و به سبب راستکرداری و نیک آئینی به نام درم راج (که به معنی شاه نیک آئین است) شناخته شد. وی را در هنر نیزه افکنی رزم آوری توانا دانسته‌اند.